# Никодим Кожеезерский
Никодим Кожеезерский (в миру Никита; ум. 1640)  — преподобный Русской православной церкви; в ряде источников описывается как Никодим Хозьюгский (Хузьюгский)

## Биография
Никита родился в селе Иванькове, близ города Ростова, между 1545 и 1575 гг. Его родители были зажиточные и благочестивые поселяне. В отроческом возрасте лишившись родителей, Никита отправился в город Ярославль и научился здесь ремеслу — ковать гвозди, чем и добывал себе средства к жизни. С детства он отличался благочестием и, по словам церковного историка Б. В. Титлинова, «вёл жизнь умеренную и трудолюбивую». 
Из Ярославля он переселился в Москву, где, спустя некоторое время, повинуясь давним влечениям, пришел в Чудов монастырь и просил принять его в· число братии у игумена Пафнутия. После испытания он был 31 октября 1595 года пострижен в монахи с именем Никодима. Одиннадцать лет провёл Никодим в Чудовой обители под руководством своего наставника, архимандрита Пафнутия, выделяясь из среды братии благочестивыми подвигами. Когда в 1606 году Пафнутий был назначен митрополитом Крутицким, Никодим решил покинуть монастырь. Прожив год при Пафнутии в Крутицах, он  затем избрал местом пребывания своего Кожеезерскую пустынь в Архангельской губернии, на берегу Кожозера. Но он пробыл здесь всего полтора года так как хотел найти полное уединение. 
Летом 1609 года отец Никодим ушёл из монастыря в пустынную местность на берегу реки Хозьюги, здесь своими руками устроил небольшую келью, обрабатывал землю под картофель, ловил рыбу и тем питался, «предаваясь подвигам благочестия». Слава о Хозьюгском пустыннике широко распространилась и дошла до Москвы. Сам патриарх Иоасаф I узнал о подвигах преподобного и в знак уважения прислал ему песцовую шубу, которую, впрочем, Никодим не принял, а отослал в монастырь. 
За несколько месяцев перед смертью преподобный, по просьбе братии Кожеезерской обители, он оставил свою одинокую келью в пустыне и поселился в монастыре, где и скончался он 3 июля 1640 года и был погребён под спудом в Богоявленской церкви Кожеезерского монастыря. 
В 1662 году Никодим Кожеезерский был причислен к лику святых, а в 1695 году мощи его были обретены нетленными. 
Память его совершается 3 июля (день смерти), 3 августа и 31 октября (в Соборах Архангельских, Новгородских и Ростово-Ярославских святых).